# Маркович, Милан
Милан «Лика» Маркович (серб. Милан "Лика" Марковић; 14 июля 1906, Дубрава — 14 мая 1942, Магарчевац) — югославский партизан Народно-освободительной войны Югославии (серб по национальности), Народный герой Югославии.

## Биография
Родился 14 июля 1906 в селе Дубрава близ Госпича в бедной крестьянской семье. Окончил школу, после неё работал в Загребе в трамвайном депо. Состоял в профсоюзе. Член Коммунистической партии Югославии с 1939 года.
На фронте с 1941 года, был организатором побега заключённых из лагеря Керестинец. Осенью 1941 года перебрался в Кордун, в феврале 1942 года стал организационным секретарём комитета КПХ в Цазине. Политрук ударной роты 2-го Кордунского партизанского отряда.
14 мая 1942 1-й и 2-й Кордунские отряды на Петровой Горе были окружены усташами. При попытке прорвать кольцо окружения Маркович был убит.
24 июля 1953 посмертно получил звание Народного героя Югославии.